# Paesi che vai
Paesi che vai... Luoghi, detti, comuni è un programma televisivo ideato e condotto da Livio Leonardi. La sua sigla è Con Te Partirò di Andrea Bocelli.

## Edizioni
| Stagione | Periodo           | Periodo         | Puntate | Conduttore     | Rete televisiva |
| Stagione | Inizio            | Fine            | Puntate | Conduttore     |                 |
| -------- | ----------------- | --------------- | ------- | -------------- | --------------- |
| 1ª       | 8 settembre 2013  | 3 novembre 2013 | 7       | Livio Leonardi | Rai 1           |
| 2ª       | 22 ottobre 2016   | 3 giugno 2017   | 28      | Livio Leonardi | Rai 1           |
| 3ª       | 8 ottobre 2017    | 3 giugno 2018   | 28      | Livio Leonardi | Rai 1           |
| 4ª       | 30 settembre 2018 | 9 giugno 2019   | 29      | Livio Leonardi | Rai 1           |
| 5ª       | 8 settembre 2019  | 28 giugno 2020  | 32      | Livio Leonardi | Rai 1           |
| 6ª       | 6 settembre 2020  | 13 giugno 2021  | 23      | Livio Leonardi | Rai 1           |
| 7ª       | 3 ottobre 2021    | 25 giugno 2022  | 22      | Livio Leonardi | Rai 1           |
| 8ª       | 16 ottobre 2022   | 9 luglio 2023   | 26      | Livio Leonardi | Rai 1           |
| 9ª       | 17 settembre 2023 | 30 aprile 2024  | 27      | Livio Leonardi | Rai 2           |
| 10ª      | 12 gennaio 2025   | 2 marzo 2025    | 8       | Livio Leonardi | Rai 2           |

## Puntate e ascolti

### Prima edizione
La prima edizione è andata in onda dall'8 settembre al 3 novembre 2013 la domenica alle 9:45 circa su Rai 1.
| Puntata | data              | Luogo   | Telespettatori | Share  |
| ------- | ----------------- | ------- | -------------- | ------ |
| 1       | 8 settembre 2013  | Roma    | 845 273        | 12,42% |
| 2       | 15 settembre 2013 | Firenze | 1 005 891      | 13,87% |
| 3       | 22 settembre 2013 | Torino  | 1 126 135      | 14,99% |
| 4       | 29 settembre 2013 | Assisi  | 1 237 915      | 15,39% |
| 5       | 6 ottobre 2013    | Venezia | 1 583 179      | 18,22% |
| 6       | 20 ottobre 2013   | Genova  | 1 557 201      | 19,91% |
| 7       | 3 novembre 2013   | Lucca   | 1 631 688      | 19,99% |

### Seconda edizione
La seconda edizione è andata in onda dal 22 ottobre 2016 al 3 giugno 2017 il sabato  alle 11 30 circa  su Rai 1.
| Puntata | data             | Luogo    | Telespettatori | Share  |
| ------- | ---------------- | -------- | -------------- | ------ |
| 1       | 22 ottobre 2016  | Firenze  | 1 762 000      | 11,98% |
| 2       | 29 ottobre 2016  | Lecce    | 1 937 000      | 10,03% |
| 3       | 5 novembre 2016  | Bolzano  | 2 229 000      | 11,66% |
| 4       | 12 novembre 2016 | Verona   | 2 020 000      | 10,49% |
| 5       | 26 novembre 2016 | Assisi   | 1 866 000      | 11,69% |
| 6       | 3 dicembre 2016  | Napoli   | 1 900 000      | 10,06% |
| 7       | 10 dicembre 2016 | Urbino   | 1 638 000      | 8,66%  |
| 8       | 24 dicembre 2016 | Trieste  | 1 520 000      | 8,10%  |
| 9       | 31 dicembre 2016 | Palermo  | 2 380 000      | 12,15% |
| 10      | 7 gennaio 2017   | Mantova  | 2 817 000      | 12,94% |
| 11      | 14 gennaio 2017  | Trento   | 2 532 000      | 13,75% |
| 12      | 21 gennaio 2017  | Caserta  | 2 877 000      | 13,31% |
| 13      | 28 gennaio 2017  | Viterbo  | 2 026 000      | 9,81%  |
| 14      | 4 febbraio 2017  | Siracusa | 2 156 000      | 11,30% |
| 15      | 11 febbraio 2017 | Ferrara  | 2 294 000      | 12,56% |
| 16      | 18 febbraio 2017 | Torino   | 2 307 000      | 12,28% |
| 17      | 25 febbraio 2017 | Perugia  | 2 048 000      | 11,72% |
| 18      | 4 marzo 2017     | Pompei   | 2 519 000      | 11,87% |
| 19      | 11 marzo 2017    | Milano   | 2 045 000      | 13,00% |
| 20      | 18 marzo 2017    | Siena    | 1 994 000      | 11,56% |
| 21      | 1 aprile 2017    | Firenze  | 1 743 000      | 11,36% |
| 22      | 8 aprile 2017    | Catania  | 1 859 000      | 11,88% |
| 23      | 15 aprile 2017   | Venezia  | 1 747 000      | 11,14% |
| 24      | 22 aprile 2017   | Matera   | 2 067 000      | 13,23% |
| 25      | 6 maggio 2017    | Tivoli   | 2 382 000      | 13,27% |
| 26      | 20 maggio 2017   | Genova   | 2 079 000      | 13,06% |
| 27      | 27 maggio 2017   | Udine    | 2 078 000      | 10,25% |
| 28      | 3 giugno 2017    | Viterbo  | 2 057 000      | 13,02% |

### Terza edizione
La terza edizione è andata in onda dall'8 ottobre 2017 al 3 giugno 2018 la domenica alle 9.40 circa su Rai 1.  
| Puntata | data             | Luogo               | Telespettatori | Share  |
| ------- | ---------------- | ------------------- | -------------- | ------ |
| 1       | 8 ottobre 2017   | Saluti da Polignano | 1 283 679      | 16,02% |
| 2       | 15 ottobre 2017  | Arezzo              | 1 116 831      | 14,93% |
| 3       | 22 ottobre 2017  | Ravenna             | 1 310 819      | 15,83% |
| 4       | 29 ottobre 2017  | Agrigento           | 1 245 728      | 14,73% |
| 5       | 5 novembre 2017  | Vicenza             | 1 355 066      | 16,00% |
| 6       | 12 novembre 2017 | Parma               | 1 356 601      | 16,93% |
| 7       | 26 novembre 2017 | Cagliari            | 1 475 337      | 17,48% |
| 8       | 3 dicembre 2017  | Caserta             | 1 564 302      | 17,70% |
| 9       | 10 dicembre 2017 | Matera              | 1 560 818      | 18,95% |
| 10      | 31 dicembre 2017 | Bergamo             | 1 693 807      | 21,37% |
| 11      | 7 gennaio 2018   | Lucca               | 1 819 691      | 22,04% |
| 12      | 21 gennaio 2018  | Isole Borromee      | 1 718 706      | 1 888% |
| 13      | 28 gennaio 2018  | Bressanone          | 1 529 759      | 1 730% |
| 14      | 4 febbraio 2018  | Cilento             | 1 539 779      | 1 777% |
| 15      | 18 febbraio 2018 | Milano              | 1 715 916      | 18,61% |
| 16      | 25 febbraio 2018 | Lunigiana           | 1 782 721      | 18,80% |
| 17      | 4 marzo 2018     | Pesaro              | 1 564 893      | 17,05% |
| 18      | 11 marzo 2018    | Brescia             | 1 621 291      | 17,42% |
| 19      | 18 marzo 2018    | Noto                | 1 658 564      | 17,48% |
| 20      | 8 aprile 2018    | San Marino          | 1 433 059      | 18,48% |
| 21      | 15 aprile 2018   | Padova              | 1 460 953      | 16,50% |
| 22      | 22 aprile 2018   | Modena              | 1 240 852      | 17,10% |
| 23      | 29 aprile 2018   | Puglia              | 1 287 672      | 17,33% |
| 24      | 6 maggio 2018    | Cremona             | 1 391 703      | 17,29% |
| 25      | 13 maggio 2018   | Rimini              | 1 292 226      | 16,87% |
| 26      | 20 maggio 2018   | Perugia             | 1 410 426      | 17,73% |
| 27      | 27 maggio 2018   | Pavia               | 1 229 058      | 17,07% |
| 28      | 3 giugno 2018    | Valle d'Aosta       | 1 235 985      | 17,74% |

### Quarta edizione
La quarta edizione è andata in onda dal 30 settembre 2018 al 9 giugno 2019 la domenica alle 9.40 Su Rai 1.
| Puntata | data              | Luogo              | Telespettatori | Share  |
| ------- | ----------------- | ------------------ | -------------- | ------ |
| 1       | 30 settembre 2018 | Riviera del Brenta | 1 396 927      | 18,22% |
| 2       | 7 ottobre 2018    | I Sacri Monti      | 1 449 979      | 16,70% |
| 3       | 21 ottobre 2018   | Gorizia            | 1 394 330      | 17,63% |
| 4       | 4 novembre 2018   | Genova             | 1 548 073      | 18,60% |
| 5       | 11 novembre 2018  | La Loira           | 1 261 276      | 15,46% |
| 6       | 18 novembre 2018  | Palermo            | 1 547 820      | 18,10% |
| 7       | 25 novembre 2018  | Le Langhe          | 1 525 936      | 17,57% |
| 8       | 2 dicembre 2018   | Recanati           | 1 535 467      | 18,84% |
| 9       | 9 dicembre 2018   | Trento             | 1 425 460      | 17,78% |
| 10      | 23 dicembre 2018  | Parma              | 1 482 802      | 18,65% |
| 11      | 30 dicembre 2018  | Frosinone          | 1 514 080      | 18,91% |
| 12      | 13 gennaio 2019   | Firenze            | 1 724 249      | 18,91% |
| 13      | 20 gennaio 2019   | I Longobardi       | 1 626 740      | 18,58% |
| 14      | 27 gennaio 2019   | Torino             | 1 747 181      | 18,38% |
| 15      | 3 febbraio 2019   | Siena              | 1 780 743      | 19,88% |
| 16      | 17 febbraio 2019  | Verona             | 1 571 673      | 18,37% |
| 17      | 24 febbraio 2019  | Trieste            | 1 620 944      | 17,37% |
| 18      | 3 marzo 2019      | Roma               | 1 457 184      | 18,01% |
| 20      | 17 marzo 2019     | Venezia            | 1 488 022      | 17,72% |
| 21      | 24 marzo 2019     | Siracusa           | 1 432 604      | 18,53% |
| 22      | 31 marzo 2019     | Sabbioneta         | 1 542 375      | 20,66% |
| 23      | 7 aprile 2019     | Napoli             | 1 598 822      | 18,57% |
| 24      | 28 aprile 2019    | Vigevano           | 1 359 499      | 17,37% |
| 25      | 5 maggio 2019     | Loira (replica)    | 1 663 000      | 18,07% |
| 26      | 12 maggio 2019    | Acireale           | 1 583 947      | 17,53% |
| 27      | 19 maggio 2019    | San Gimignano      | 1 544 920      | 18,04% |
| 28      | 26 maggio 2019    | Alghero            | 1 594 413      | 18,43% |
| 29      | 9 giugno 2019     | Salento            | 1 094 322      | 15,98% |

### Quinta edizione
La quinta edizione è andata in onda dall'8 settembre 2019 al 28 giugno 2020.

### Sesta edizione
La sesta edizione è andata in onda dal 6 settembre 2020 al 13 giugno 2021, con alcune puntate inedite in estate (previste inizialmente per il 9, 16 e 23 maggio 2021 ma trasmesse il 18 luglio, il 1º agosto e l'8 agosto) lasciando il posto alla domenica successiva ad Azzurro - Storie di mare condotto da Beppe Convertini sempre in onda alle 9:40.

### Settima edizione
La settima edizione è andata in onda dal 3 ottobre 2021 al 25 giugno 2022.

### Ottava edizione
L'ottava edizione del programma è andata in onda dal 16 ottobre 2022 al 9 luglio 2023.

### Nona edizione
Dopo il passaggio di Livio Leonardi a Rai 2, la nona edizione è stata trasmessa dal 17 settembre 2023 al 28 aprile 2024 a partire dalle ore 14:00.

### Decima edizione
Dal 12 gennaio 2025 al 2 marzo 2025 è andata in onda la decima edizione del programma con le nuove puntate alle ore 14:00 sempre su Rai 2.